# Dolmens de la Combe de Saule
Les trois Dolmens de la Combe de Saule sont situés sur la commune de Marcilhac-sur-Célé dans le département du Lot. Comme leur nom l'indique, ils sont situés au bord d'une combe où ils s'échelonnent selon un axe sensiblement nord-sud sur trois cents mètres environ.

## Dolmen n°1
C'est un dolmen simple, de taille moyenne. Le tumulus a quasiment disparu.La chambre (largeur 1,10 m) s'ouvre quasiment plein sud (azimut 161°).
| Dalle                                                   | Longueur | Épaisseur | Largeur |
| ------------------------------------------------------- | -------- | --------- | ------- |
| Table                                                   | 2,30 m   | 0,50 m    | 1,90 m  |
| Orthostate droit                                        | 2,70 m   | 0,30 m    | 0,85 m  |
| Orthostate gauche                                       | 2,70 m   | 0,30 m    | 0,80 m  |
| Données : Inventaire des mégalithes de la France, 5-Lot |          |           |         |

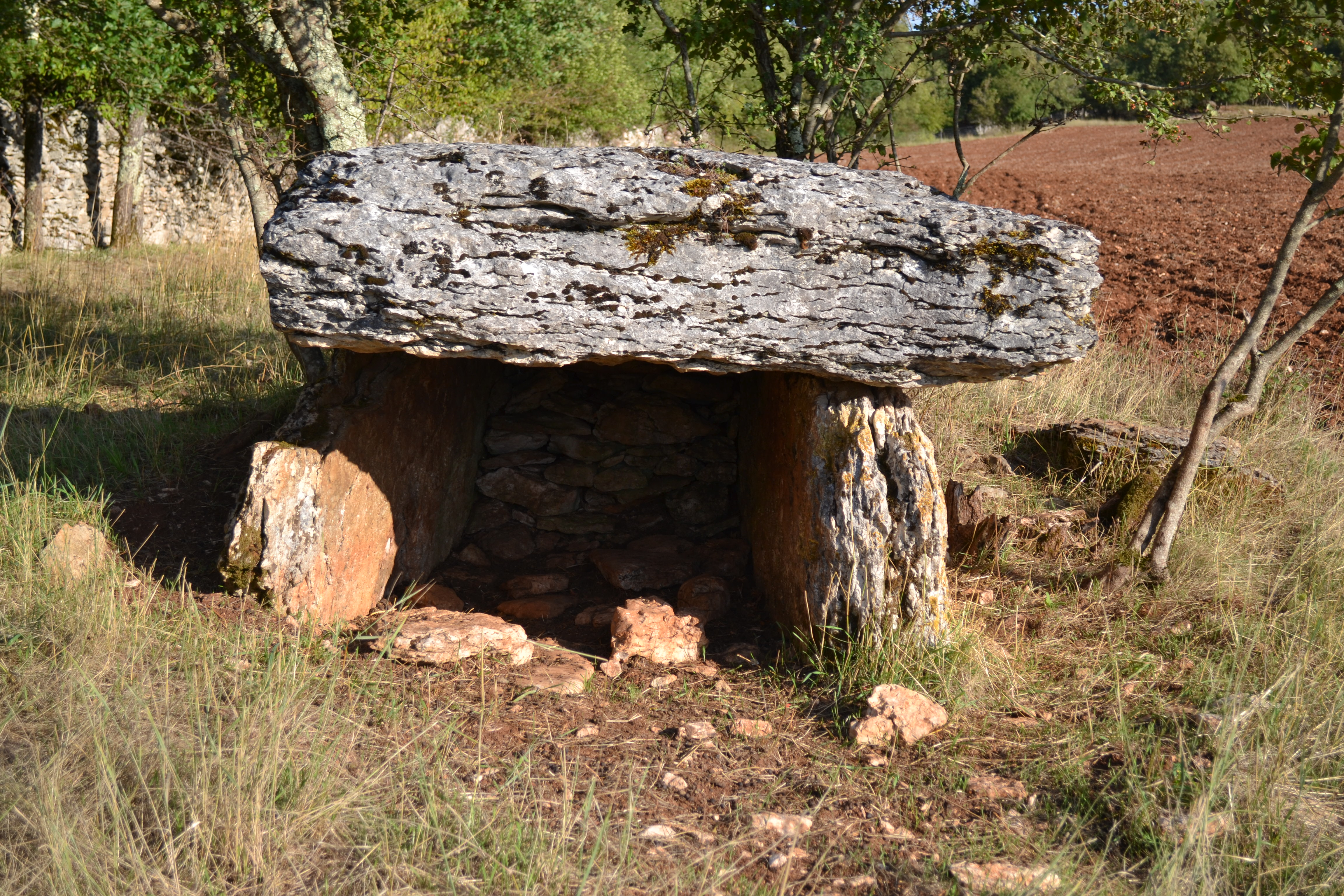

La présence d'une murette en pierres sèches côté sud résulte d'une réutilisation comme abri agricole.
44° 32′ 30″ N, 1° 48′ 48″ E

## Dolmen n°2
Les dimensions du dolmen no 2 sont assez monumentales (notamment la table de couverture). L'édifice est demeuré en bon état. Le tumulus, un peu affaissé, d'un diamètre d'environ 15 m, laisse apparaître un ensemble de dalles plantées en cercle dans sa structure interne autour de la chambre. Celle-ci est assez petite (1 m de large). Elle est orientée selon l'azimut 111°.
| Dalle                                                   | Longueur | Épaisseur | Largeur |
| ------------------------------------------------------- | -------- | --------- | ------- |
| Table (brisée)                                          | 5 m      | 0,45 m    | 2,90 m  |
| Orthostate droit                                        | 3,50 m   | 0,40 m    | 1,05 m  |
| Orthostate gauche                                       | 3,40 m   | 0,30 m    | 1,05 m  |
| Chevet                                                  | 0,85 m   | 0,10 m    | 1 m     |
| Données : Inventaire des mégalithes de la France, 5-Lot |          |           |         |

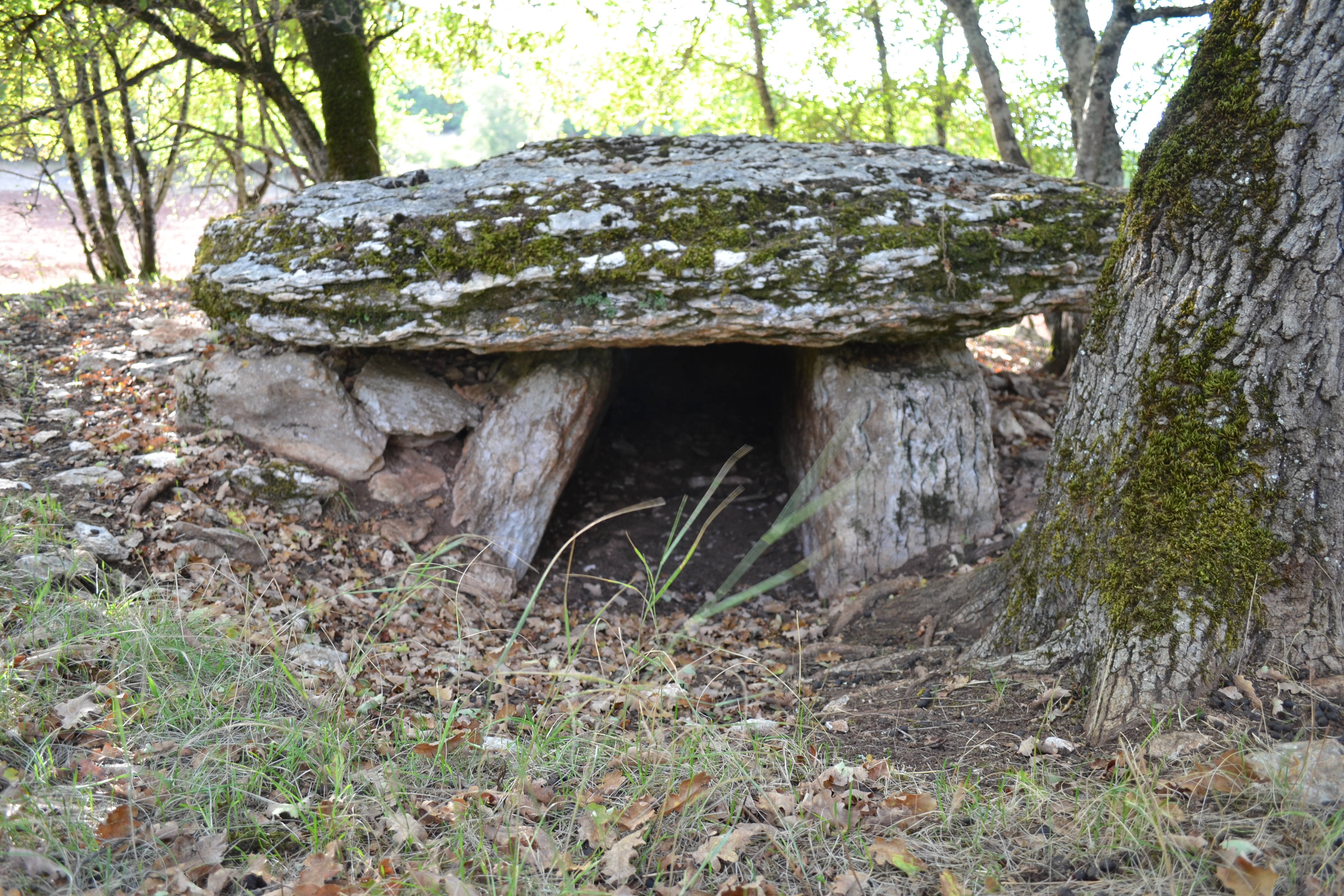

Le tamisage des déblais a permis d'y recueillir un mobilier funéraire assez important constitué d'un lot de perles annulaires et cylindriques en divers matériaux (test de coquillage, calcite, os), une pointe de javelot et des anneaux de bronze. L'édifice  est inscrit au titre des monuments historiques depuis 2012.
44° 32′ 13″ N, 1° 48′ 48″ E

## Dolmen n°3
Le dolmen est assez endommagé. La table de couverture est brisée en plusieurs morceaux dont le principal a glissé vers l'arrière du monument. Avec des dalles de proportions sensiblement voisines à celles du dolmen no 2, la chambre est cependant plus large (1,40 m). Elle s'ouvre au sud-ouest (azimut 108°).

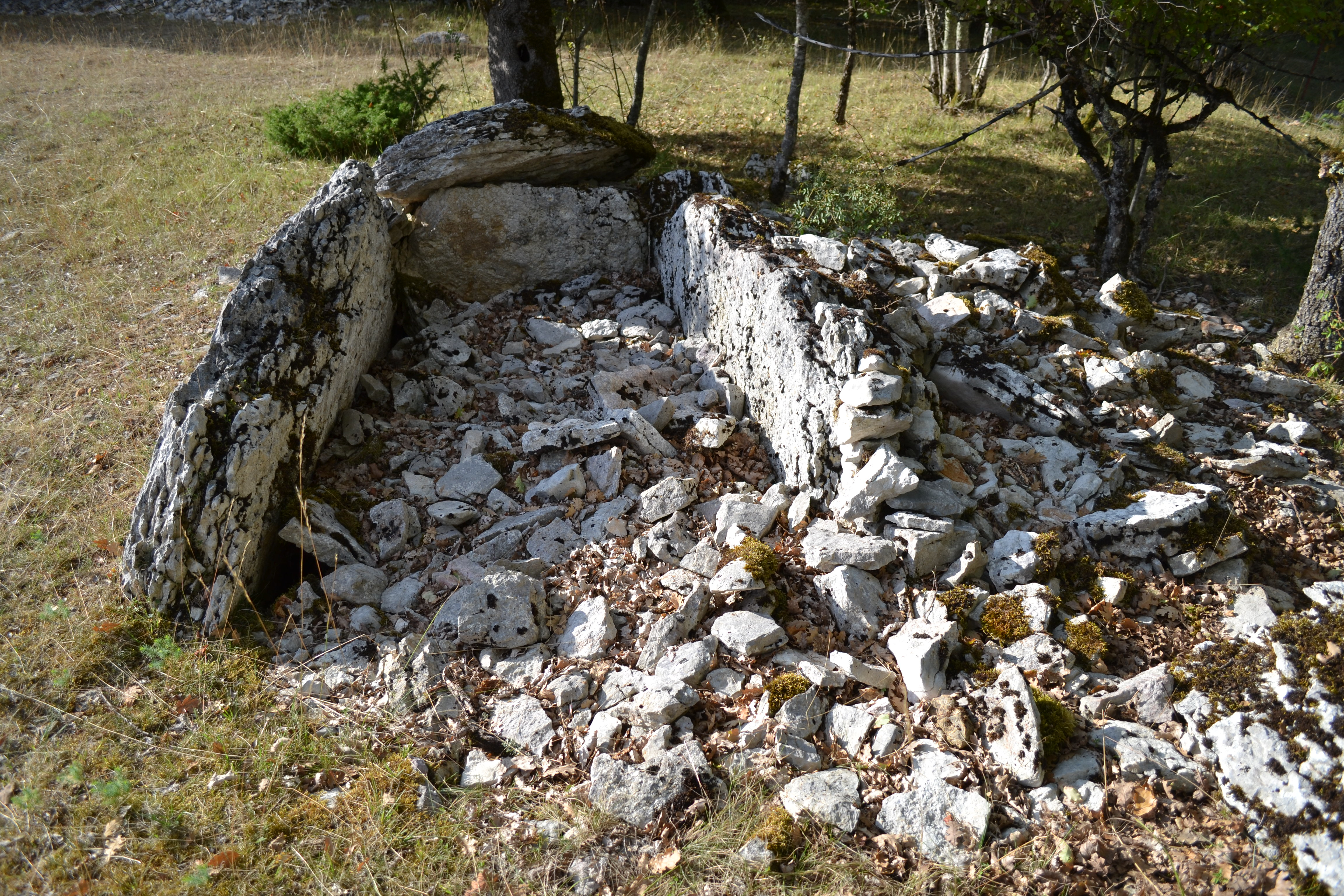

| Dalle                                                   | Longueur | Épaisseur | Largeur |
| ------------------------------------------------------- | -------- | --------- | ------- |
| Orthostate droit                                        | 3,10 m   | 0,35 m    | 0,90 m  |
| Orthostate gauche                                       | 2,95 m   | 0,30 m    | 1,05 m  |
| Chevet                                                  | 0,80 m   | 0,08 m    | 0,80 m  |
| Données : Inventaire des mégalithes de la France, 5-Lot |          |           |         |

44° 32′ 19″ N, 1° 48′ 54″ E